# 이탈리카
이탈리카(스페인어: Itálica)는 히스파니아 바이티카 속주에 스키피오가 세운 고대 로마의 이탈리아족 정착지이며, 오늘날 스페인 남부 세비야에서 북서쪽으로 9km 거리에 있는 산티폰체에서 북쪽에 있다. 이곳은 트라야누스, 하드리아누스, 테오도시우스 (추정상) 등의 황제들의 출생지이기도 하다. 정교한 도심 중심지가 되고 로마 도시의 가장 높은 지위를 획득하며, 하드리아누스 재위 기간에 번창하였다. 오늘날 산티폰체는 로마 이전 이베리아인 정착지와 잘 보존된 로마 도시 일부 위에 위치해 있다.

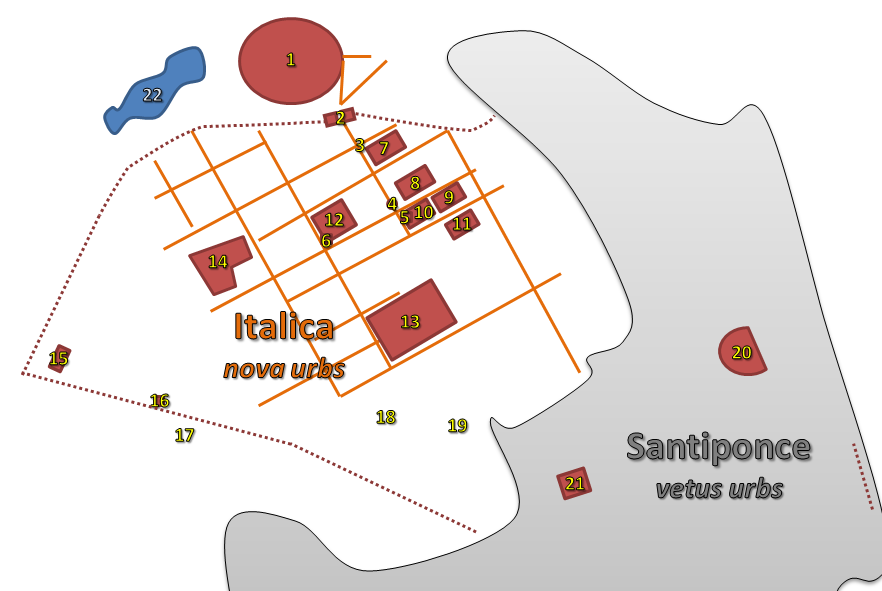
유적지 지도

## 로마 역사
인근의 토착 및 로마의 도시인 히스팔리스 (세비야)는 커다란 도시로 존재했었지만, 이탈리카는 기원전 206년에 푸블리우스 코르넬리우스 스키피오 (이후 아프리카누스라는 별칭을 부여받음) 가 한니발과 카르타고인들과 맞서 싸운 제2차 포에니 전쟁에 참전했던 이탈리아족 보조병 부대의 퇴역 병사들을 정착시키기 위해 세운 것이었고, 과달키비르강 지역을 통제할 만큼 과달키비르강과 가까웠다. 이탈리카는 투르데타니인들의 최소한 기원전 4세기경으로 거슬러 올라가는 도시 위에 지어졌다. 이탈리카라는 명칭은 베테랑 병사들의 이탈리아족 기원을 반영했다.
vetus urbs (본래 혹은 "구" 도심)는 번영한 도시로 발전했고, 도시 중심부에 공공 시설물 및 포룸과 함께 히포다모스 거리 계획에 따라 지어졌으며, 번화한 강가 항구와 연결되었다.
어느 시점에 움브리아의 도시 투데르 출신인 울피아 씨족의 일파 (Ulpi Traiani)와 아트리의 도시 피케눔의 아일리아 씨족의 일파 (Aelii Hadriani)가 이탈리카로 이주해왔으며, 각 씨족들은 각각 이후에 이탈리카에서 태어난 로마 황제 트라야누스와 하드리아누스의 출신 씨족이다.
이탈리카는 하드리아누스 황제 시기에 그의 영향력 아래에 있던 많은 도시들처럼, 하드리아누스의 후원 아래에 특히 번성했으나, 하드리아누스의 출생지였기에 더욱 혜택을 보았다.
그는 nova urbs (신도시) 지역으로 도시를 북동쪽으로 확장했고, 요청에 따라, 이탈리카를 Colonia Aelia Augusta Italica라는 식민지 지위로 상승시켜주었으며, 그럼에도 하드리아누스 본인은 이탈리카가 이미 "무니키피움"의 권한들을 누리고 있다며 놀라움을 표하기도 했다. 그는 또한 도시 중심부에 자신의 전임자이자 양아버지에 대해 존경심을 표하기 위한 거대하고 독특한 트라야네움(Traianeum)라는 신전을 포함하여 여러 신전들을 지었고 공공시설들을 개축했다.
이탈리카는 이르면 3세기 시기부터 쇠퇴하기 시작하였는데, 아마도 세사로 인한 과달키비르강의 바닥 변화, 지피식물의 제거에 따른 고대 시대의 만연한 문제 등이 이탈리카의 강 항구를 물가에서 멀어지게 했고 반면에 히스팔리스는 발전을 계속했다.
이탈리카는 테오도시우스 1세 황제와 그의 장자 아르카디우스 (아버지의 추방 기간인 서기 377년에 히스파니아에서 태어남)의 출생지일 수도 있다.
이탈리카는 주교를 둘 만큼 고대 후기에도 충분히 중요한 지역이었고, 서고트 왕국 시절에는 성채가 있기도 했다. 이곳의 성벽은 레오비길도가 헤르메네길도와 분쟁을 겪던 기간 중 서기 538년에 보수되기도 했다.

## 재발견과 발굴
최근 몇 세기에, 이탈리카의 유적지는 이곳에 대해 기록을 남겼고 가끔은 자신들의 기억들을 삽화로 남기기도 했던 많은 외국 여행객들로 인해 방문객들과 감탄, 실망의 대상이 되었다. 그러나 이탈리카의 유산, 역사, 영광은 이곳이 지속적인 약탈의 대상 및 고대 시대부터 현대에 이르기까지 재료를 위한 영구적인 채석장의 대상이 되는 것을 막기에는 역부족이었다. 1740년에 세비야시는 과달키비르강에 댐을 짓기 위하여 이탈리카의 원형극장의 벽면을 허물 것을 명령했었고, 1796년에는 구도심(vetus urbs) 지역이 엑스트레마다라주의 도로 건설을 위해 사용되었다. 이탈리카에 대한 최초의 보호법은 나폴레옹 점령시기인 1810년에 처음 실시되었으며, 이탈리카라는 옛 지명을 회복하고, 정기적인 발굴을 위한 예상이 할당되었다.
최초의 발굴자들 중 한 명은 영국인 출신 직물상이자 세비야 거주민이었던 네이선 웨더럴 (Nathan Wetherell)로, 1820년에 이탈리카에 가까운 곳에서 10개에 가까운 로마 시대의 비문들을 발굴해냈으며, 이후에 이 비문들을 대영 박물관에 기부했다. 그럼에도 정기적인 발굴은 1839-1840년까지 이뤄지지 않았다. 1912년에 왕명으로 이탈리카는 국가기념물로 선포되었지만, 2001년이 되어서야 이탈리카 고고학 지역과 인근 보호 지역이 명확히 확인되었다.

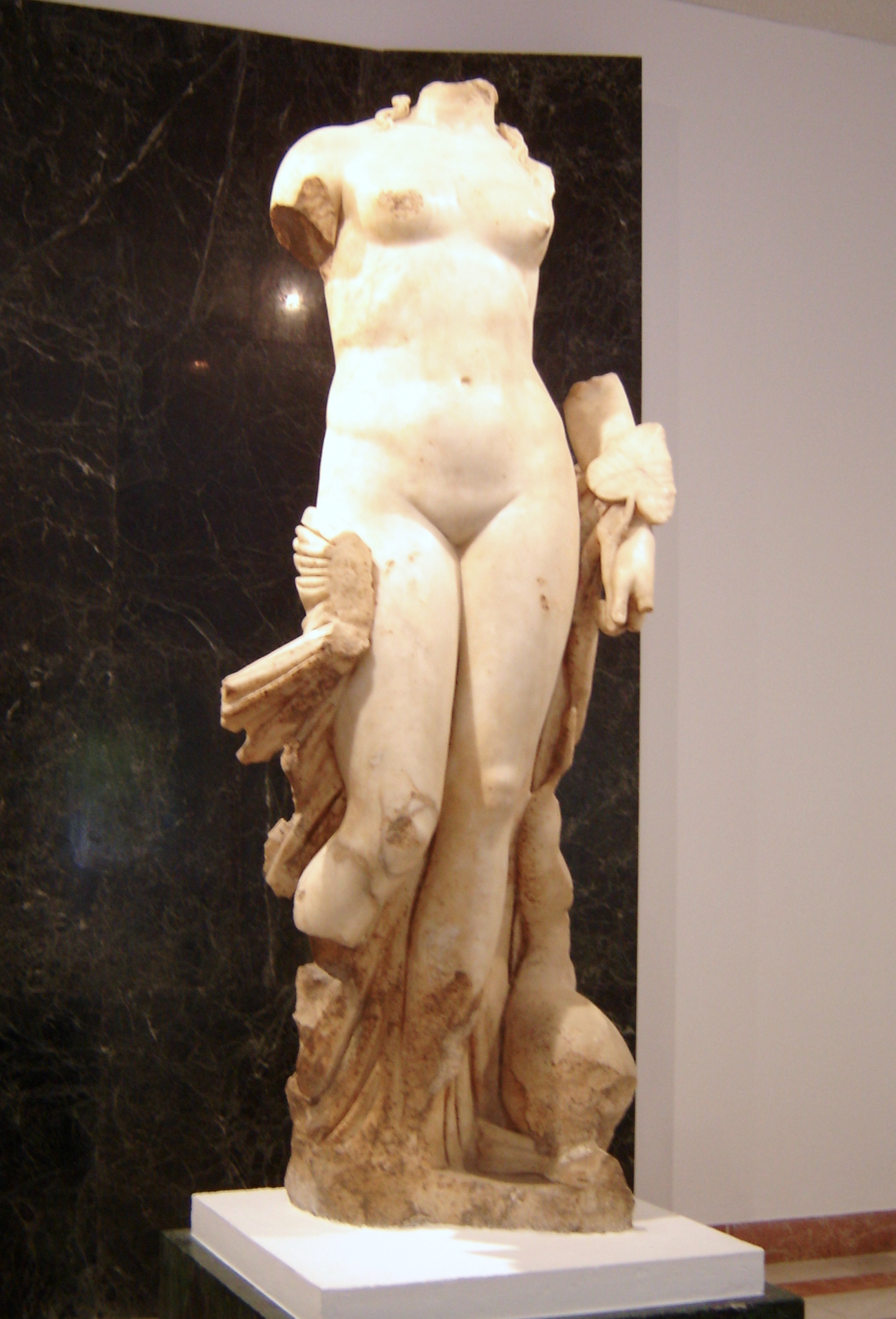
1940년에 원형극장 인근에서 발굴된 2세기의 베누스상(세비야 고고학 박물관).

## 구역

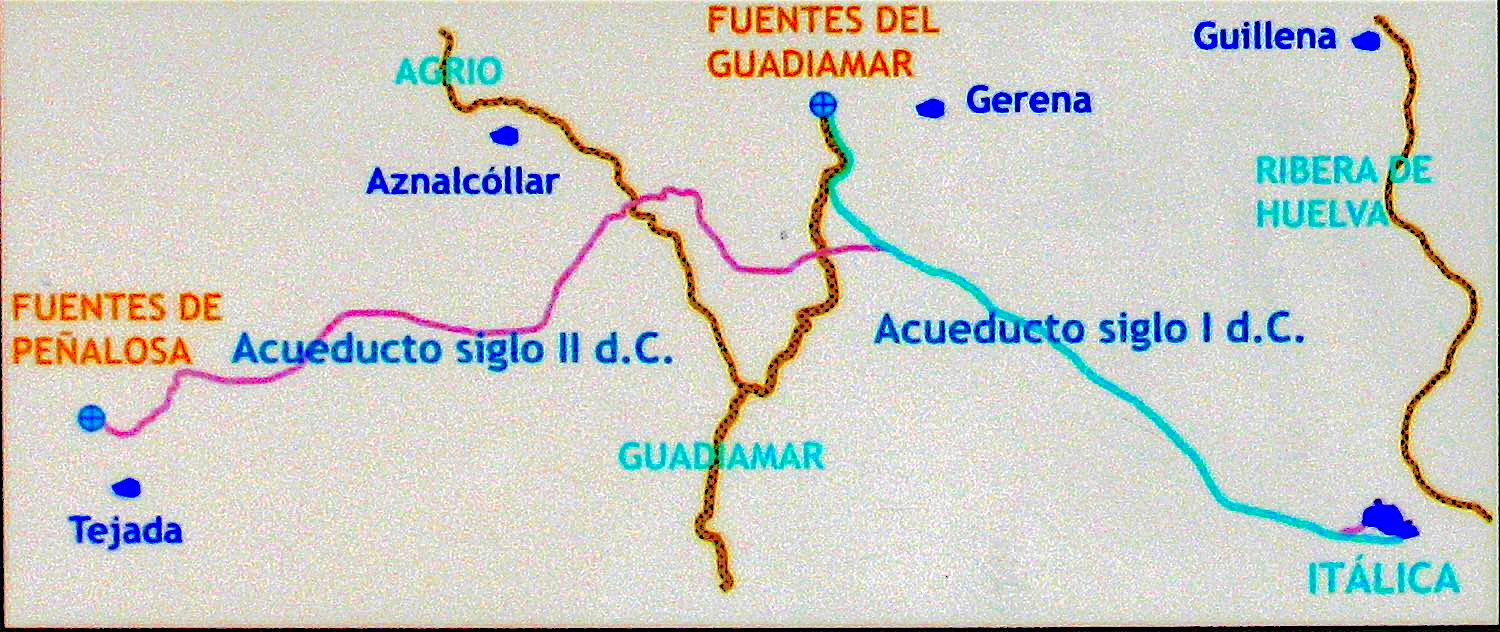
송수로 배치도

현대 도시가 이탈리카의 nova urbs (신도심) 지역 많은 건물들을 차지하고 있지 않기에, 자갈이 깔린 로마 거리와 모자이크 천장들과 함께, 잘 보존된 로마 도심 지역이 여전히 그대로 남아 있다. 많은 풍부한 발굴품들은 유명한 트라야누스 대리석상과 함께 세비야 고고학 박물관에서 볼 수 있다..
이탈리카 고고학 지역은 하드리아누스 시기 이래의 많은 뛰어난 건물들을 지닌 nova urbs 지역을 주로 포함한다. 본래의 vetus urbs (구도심) 지역은 오늘날의 산티폰체 도심 아래에 있다.
이 지역에 대한 방대한 발굴과 복원 작업이 최근에 이뤄졌고 계속되고 있다.
소규모의 목욕탕들과 원형극장이 눈으로 볼 수 있는 것 중에 가장 오래된 건물들이며, 두 개 모두 하드리아누스 이전에 지어진 것이다.
이탈리카 로마 원형극장은 그 당시에 로마 제국에서 세 번째로 큰 규모였으며, 프랑스 투르 원형극장보다 살짝 크다. 25,000석 규모로, 로마에 있는 콜로세움의 대략 절반 정도로 많은 편이다. 이 규모는 이 당시 이탈리카의 인구를 8,000명 정도로 추정한 것을 고려할 때 놀라우며, 이는 행정관이나 공공 사무관으로서 이탈리카의 수준을 넘어선 경기 및 연극 공연에 투자함으로써 자신들의 지위를 과시했던 이 지역의 엘리트들을 보여준다.
이전 시기부터 아름답고 (값비싼) 저택들이 있는 엘리트 구역은 오늘날에도 볼 수 있는 화려한 모자이크들로 장식되었으며, 그중에 특출난 것들은 다음과 같다:
- 엑세드라 저택
- 넵투누스 모자이크 저택
- 새 모자이크 저택
- 플라네타륨 모자이크 저택
- 청개구리 저택
- 로도스의 파티오 저택.

### 트라야네움
트라야네움(Traianeum)은 트라야누스 황제를 기리기 위한 거대하고, 위엄있는 신전이며, 트라야누스의 양자이자 후임자인 하드리아누스 황제가 지었다. nova urbs의 가장 높은 지대에 있는 이술라 양쪽의 중심부에 자리 잡고 있다. It 크기는 108 x 80 m이고 조각들이 자리잡은 외부 주위로 정사각형 모양과 반원모양의 엑세드라가 교차하여 있는 커다란 포르티코식 구역에 둘러싸여 있다. 신전 구역은 에우보이아에서 온 값비싼 키폴리노 대리석으로 된 100개가 넘는 기둥들과 다양한 분수들로 장식되어 있다.

### 송수로
총 37km 길이의 이탈리카의 송수로는 서기 1세기경에 처음 지어졌고 하드리아누스 황제 시기에 커진 도시의 물 공급을 위해 더 먼 수원을 연결하기 위해 길이가 확장되었다. 그대로 남아 있는 이탈리카의 가장자리 부근에 커다란 물탱크에 물을 공급했다. 송수로의 교각 일부는 여전히 이탈리카 근처에서 볼 수 있다.

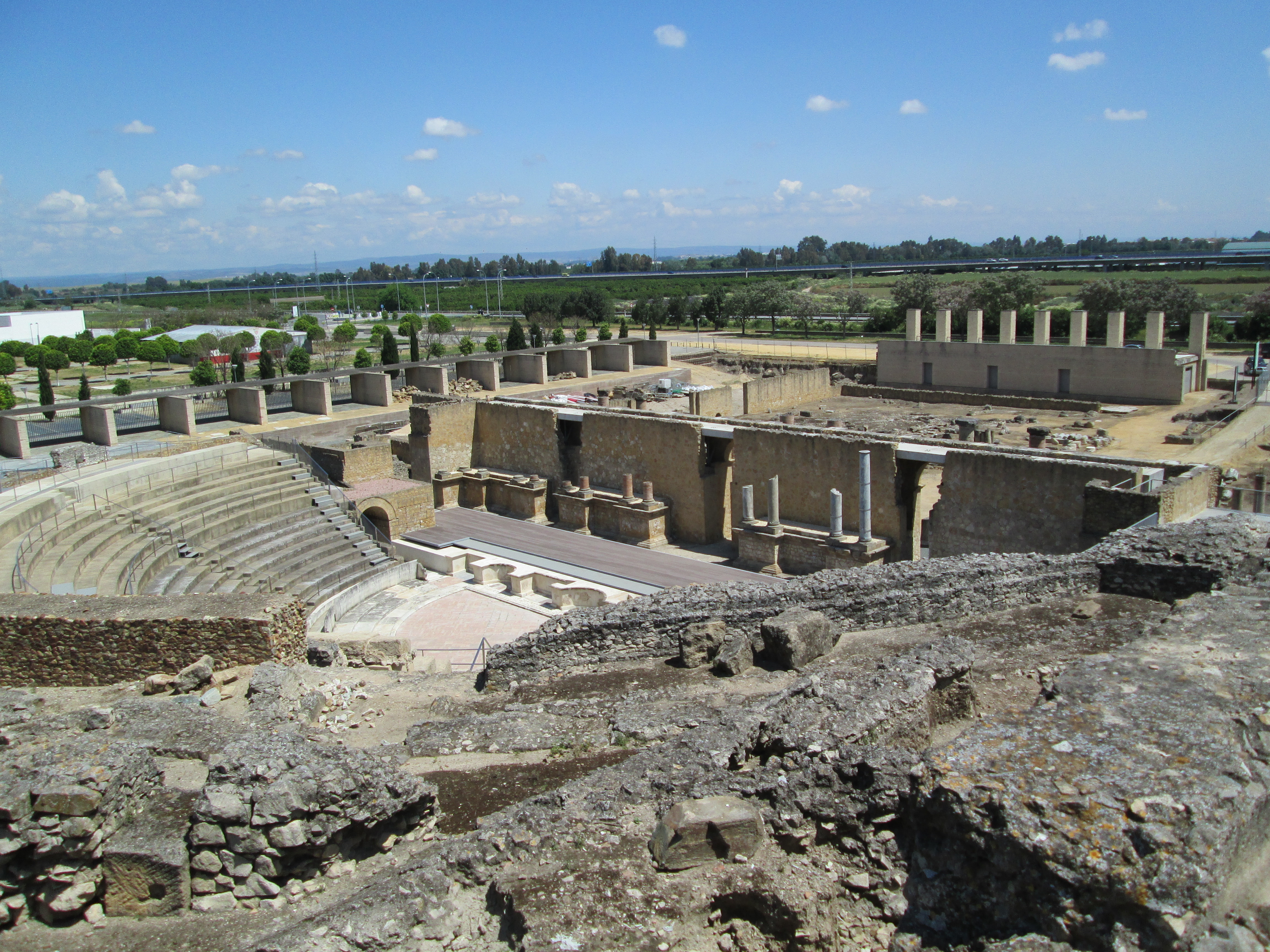
Theatre
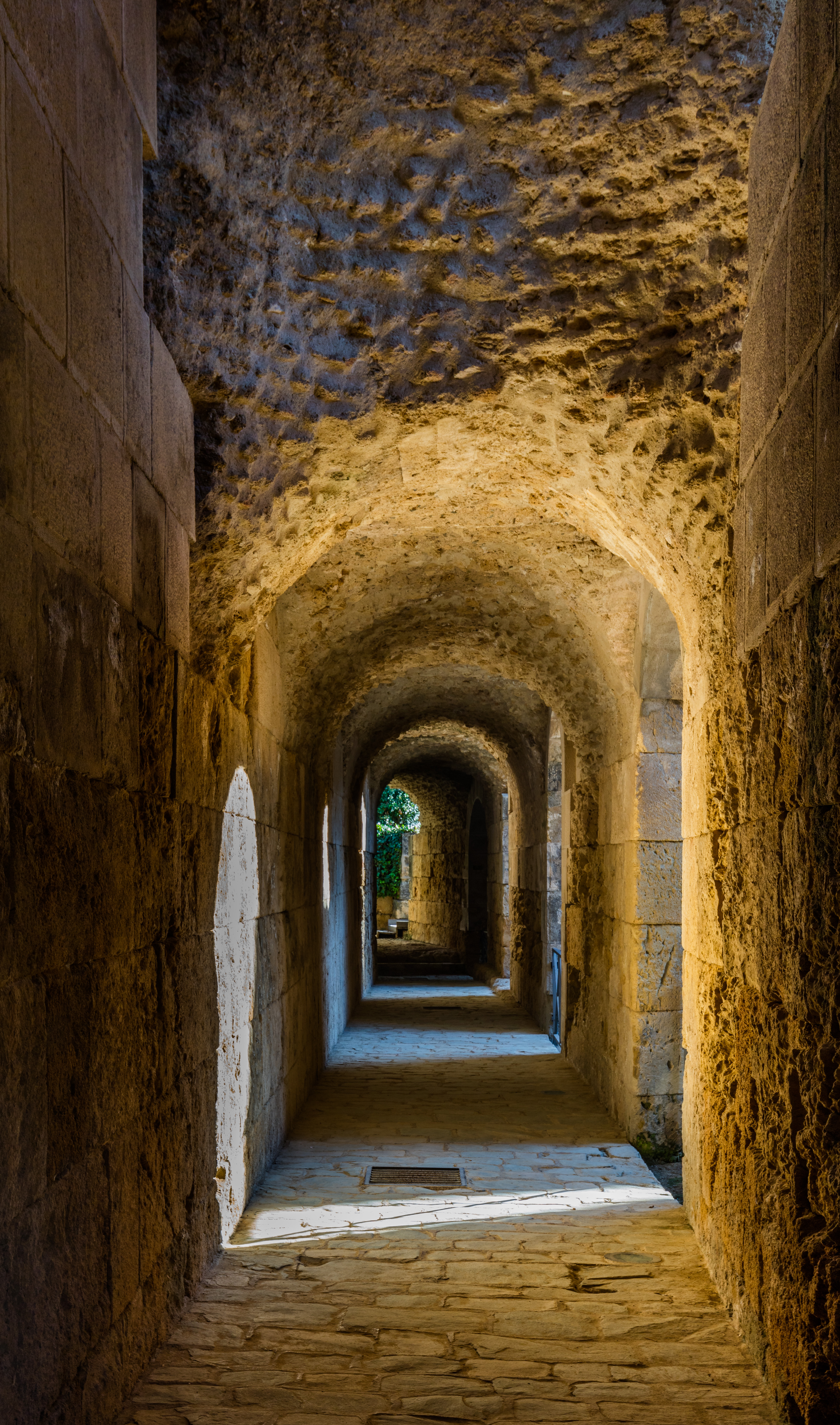
원형극장의 천장
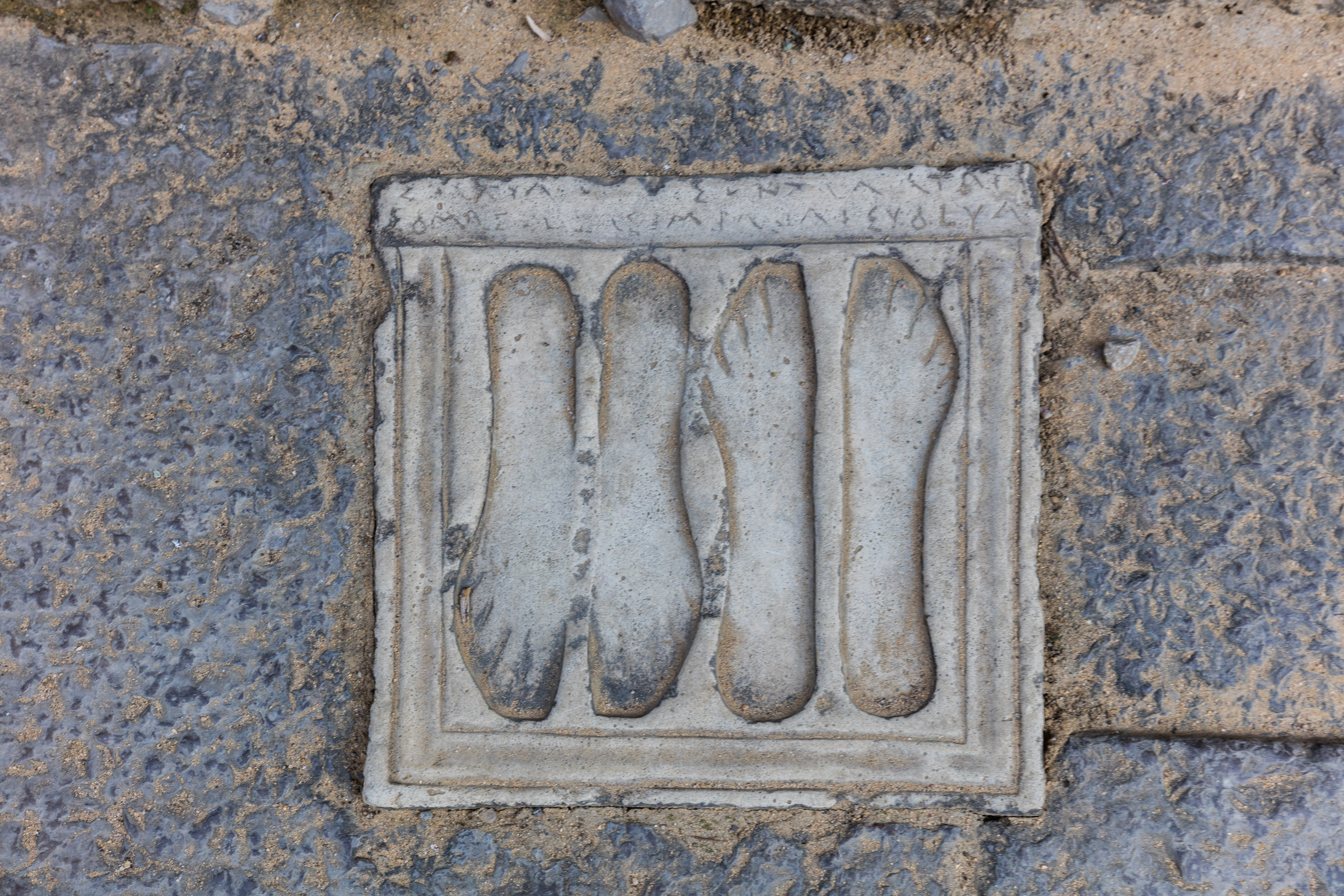
원형극장 입구에 있는 발이 새겨져 있는 봉헌된 플라크
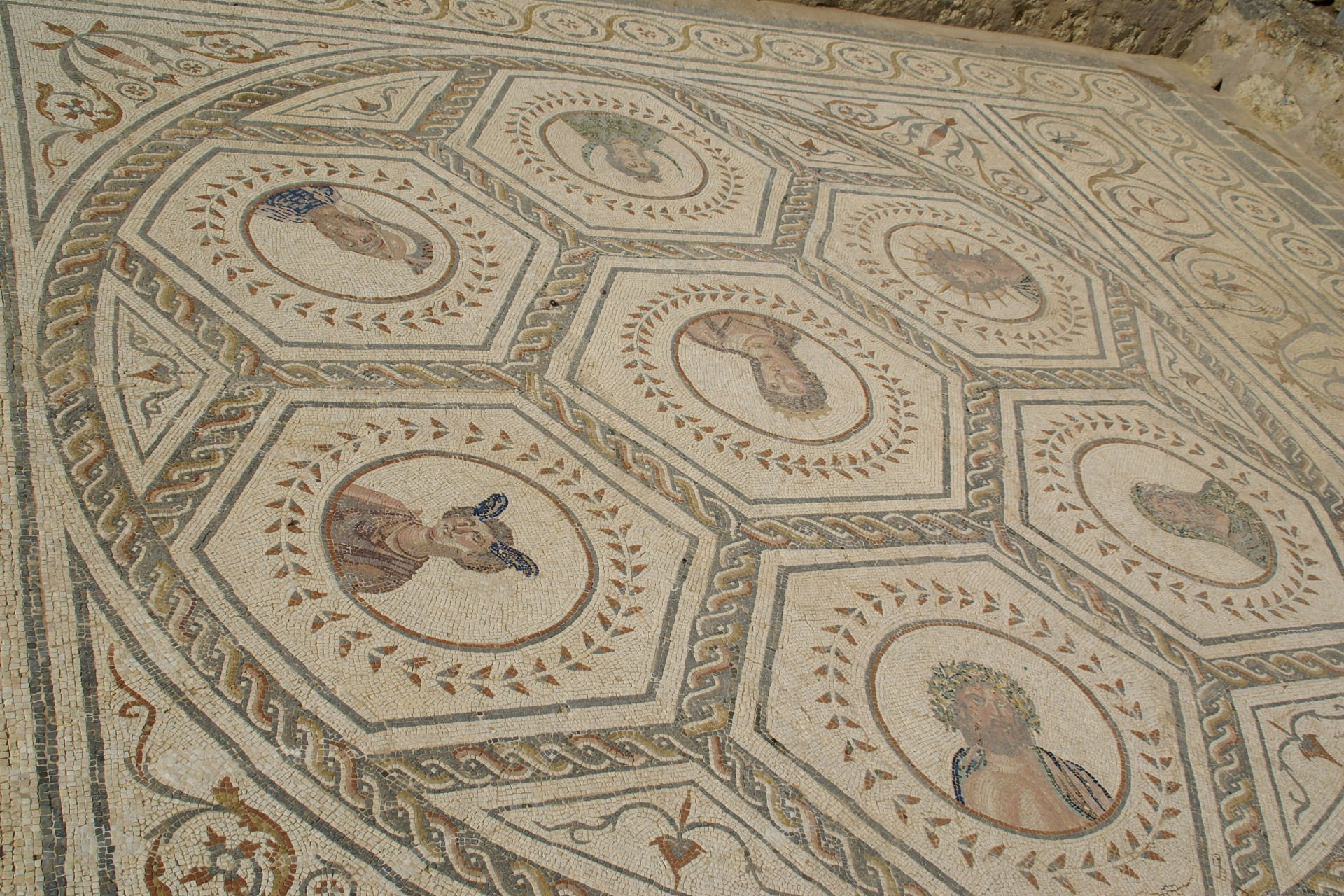
플라네타리움 저택의 바닥 모자이크
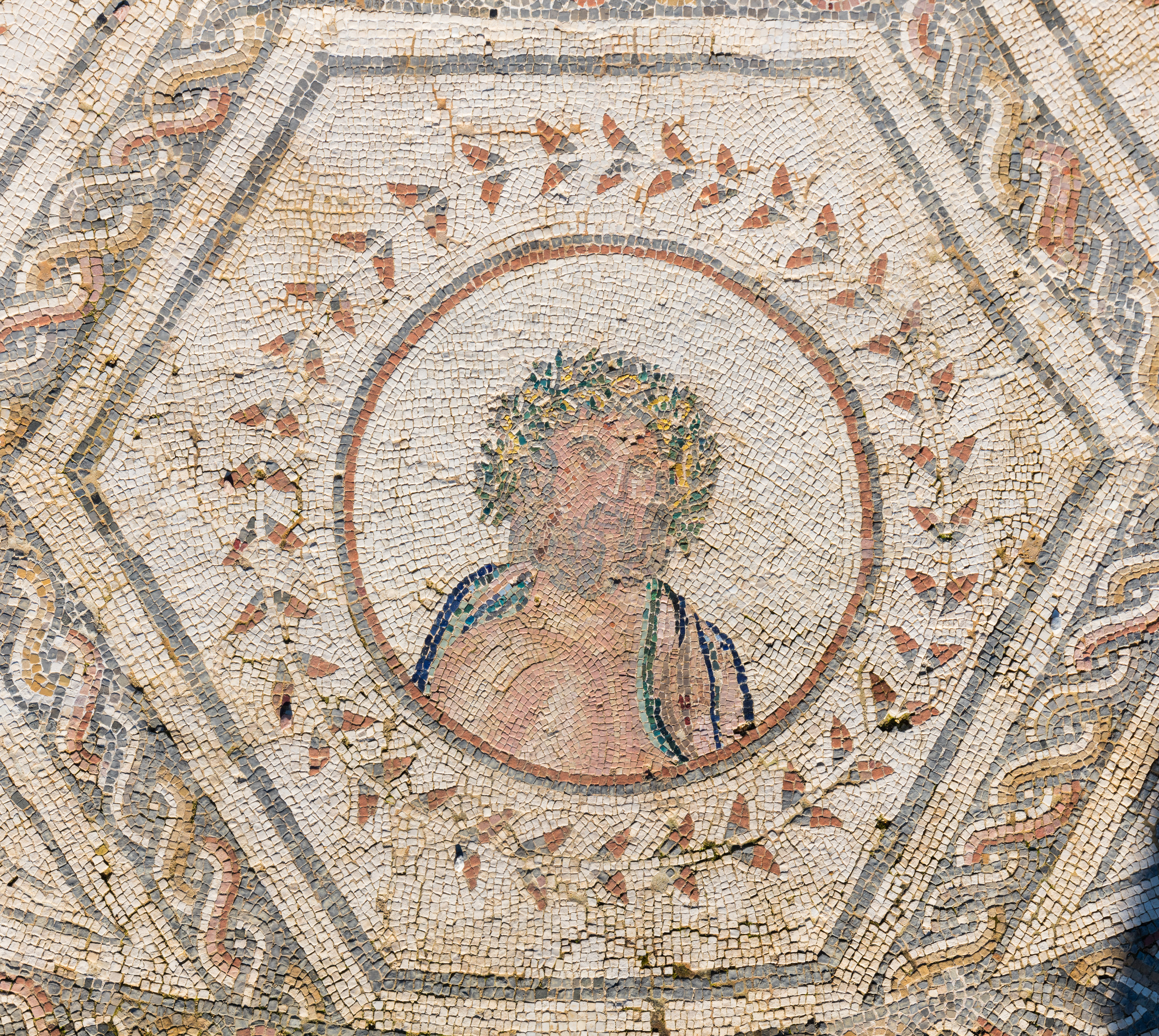
플라네타리움 모자이크
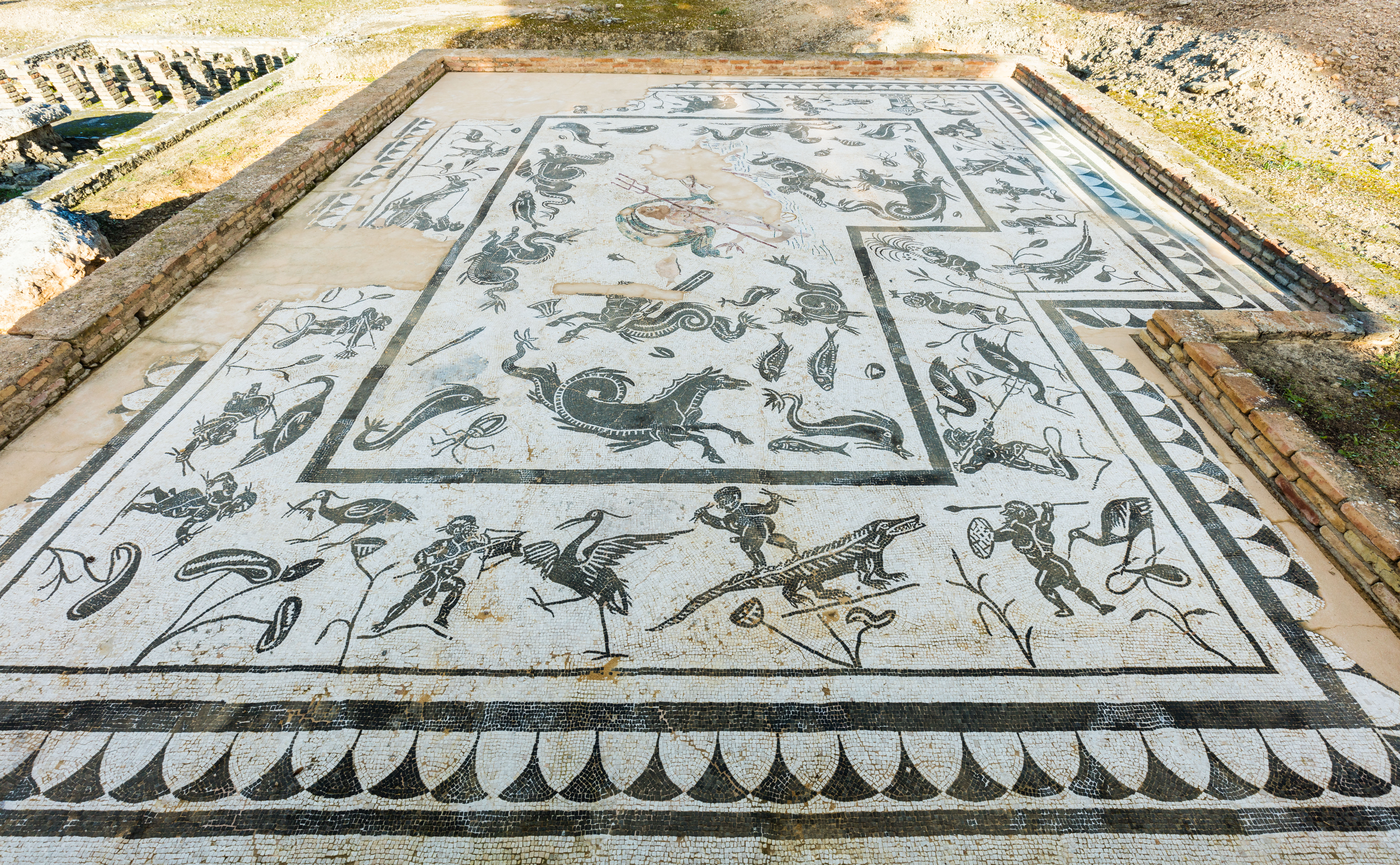
넵투누스 모자이크
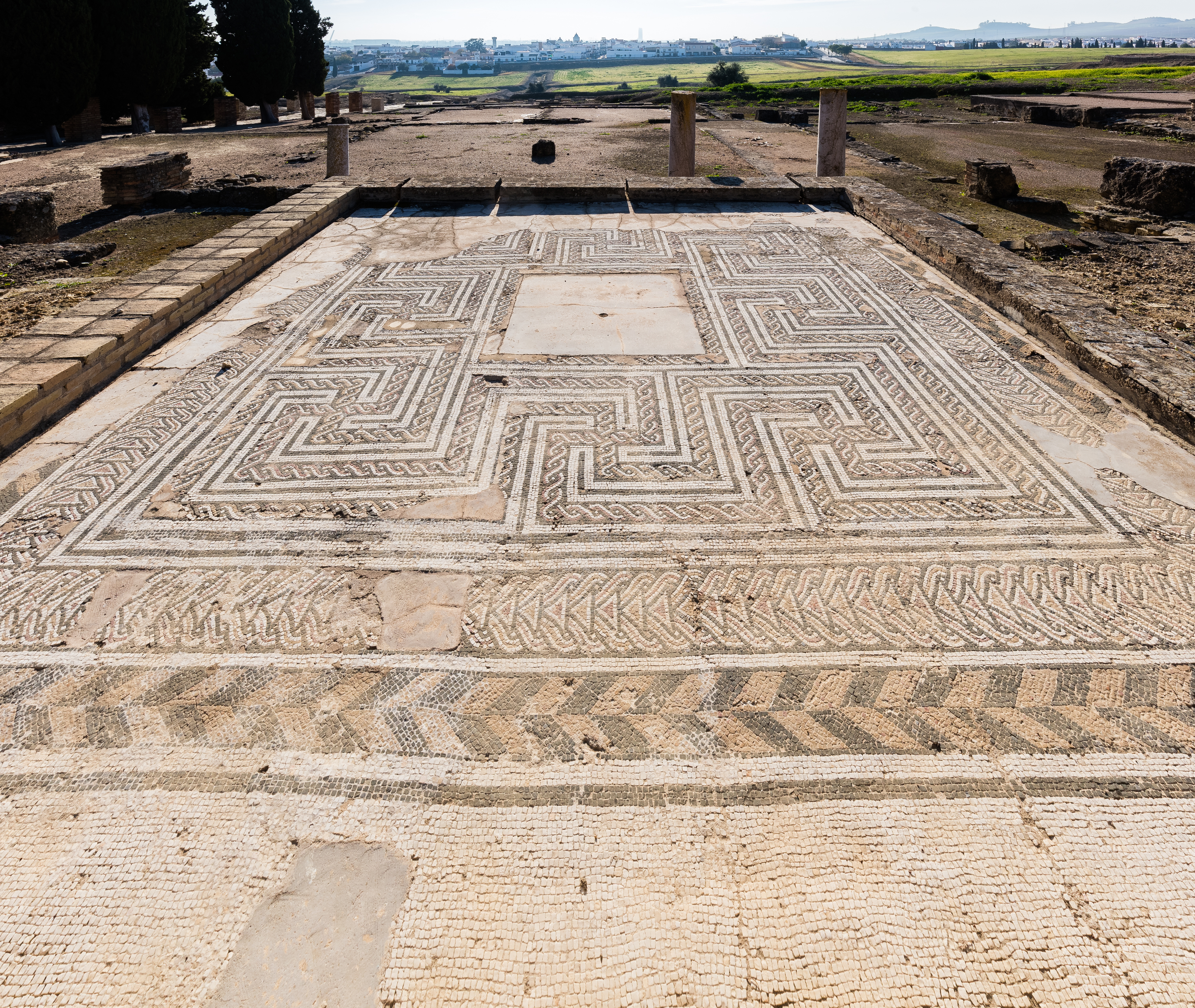
이시스 신전의 모자이크
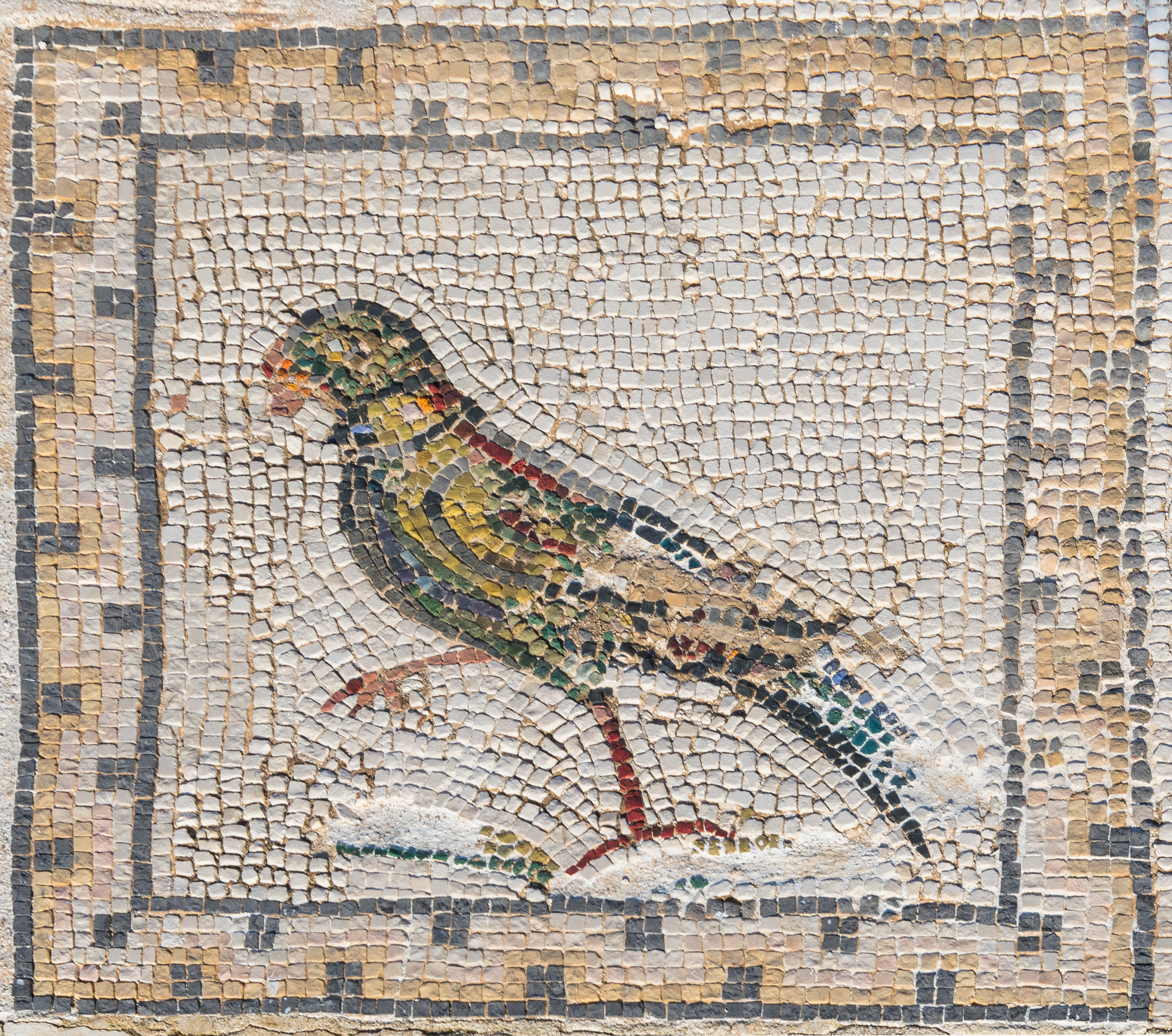
새 저택의 모자이크 바닥

## 같이 보기
- 히스파니아의 로마화